# Валяєв Сергій Валентинович
Сергій Валентинович Валя́єв (нар. 16 вересня 1978, Макіївка) — український футбольний тренер і колишній футболіст, що грав на позиції півзахисника.

## Біографія

### Клубні виступи
Вихованець макіївського футболу. У 10-річному віці батьки привели Сергія в школу Макіївського металургійного комбінату «Кіровець». У цій школі Валяєв провів шість років, потім потрапив у донецький спортінтернат.
Професійну кар'єру розпочав у місцевому «Шахтарі», а вже влітку 1997 року у віці 19 років перейшов у вищоліговий дніпропетровський «Дніпро». Проте, майже весь перший сезон Сергій провів у складі дублюючої команди і лише 28 квітня 1998 року дебютував у вищій лізі в матчі проти тернопільської «Ниви», який дніпропетровська команда програла з рахунком 0-3, а Валяєв вийшов на поле на останніх 15 хвилин матчу.
Вже з другого сезону Валяєв став набагато частіше грати за основну команду і лише зрідка виступав за дублюючу команду, якій у сезоні 1999—00 допоміг виграти групу В другої ліги і кваліфікуватись в першу. Завдяки цьому з наступного сезону до другої ліги заявився третій клуб дніпропетровців — «Дніпро-3», за який Валяєв теж зіграв кілька ігор. Дана ситуація тривала два роки, поки «Дніпро-2» не вилетів з першої ліги, після чого дніпряни знову залишись з одним фарм-клубом, за який інколи грав і Валяєв.
Наступного сезону Валяєв здобув свою першу медаль чемпіонатів України, ставши бронзовим призером чемпіонату України сезону 2000—01, що дозволило команді вперше за чотири роки потрапити у єврокубки.

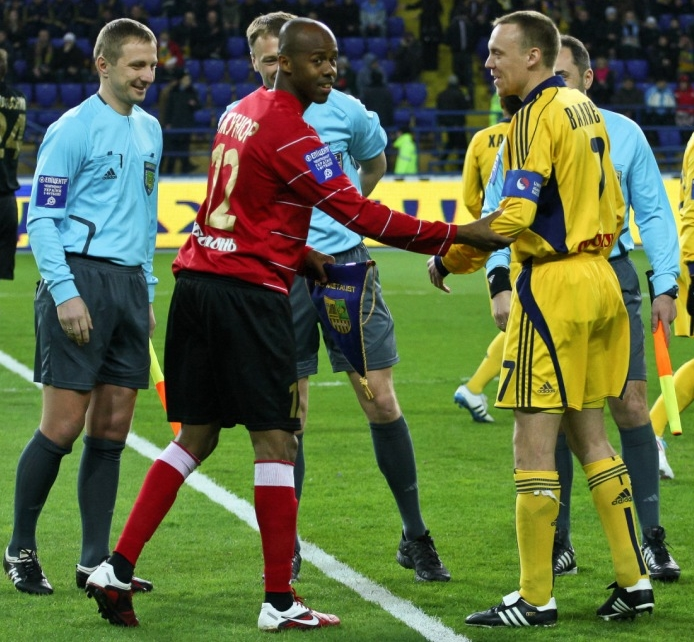
Сергій Валяєв (праворуч) у статусі капітана «Металіста» на передматчовому привітанні капітана запорізького «Металурга» Жуніора Годоя. 3 квітня 2011 року

20 вересня 2001 року Валяєв дебютував у єврокубках у рамках матчу першого раунду Кубка УЄФА сезону 2001—02 проти італійської «Фіорентини», який завершився в нічию 0-0. Сергій вийшов у старті і на 65 хвилині був замінений на Сергій Матюхіна. У матчі-відповіді в Флоренції, який Валяєв відіграв повністю, українська команда програла з рахунком 2-1 і припинила виступи в єврокубках.
З 2001 року, після того як команду очолив Євген Кучеревський, Валяєв поступово втратив місце в команді і грав за «Дніпро» все менше, тому на початку 2004 року він був відданий до кінця сезону в «Кривбас», за який зіграв шість матчів у чемпіонаті і допоміг криворіжцям зайняти високе 10 місце у чемпіонаті.
Проте, після повернення до Дніпропетровська у сезоні 2004-05 Валяєв не зіграв за основну команду жодного матчу, тому відразу після його закінчення влітку 2005 року перейшов на правах вільного агента у харківський «Металіст».
У першому ж сезоні Валяєв став часто виходити на поле і допоміг новому клубу здобути 5 місце у чемпіонаті, після чого, ставши одним з лідерів команди, шість разів поспіль здобував разом з командою бронзові медалі чемпіонату і двічі доходив до півфіналу національного кубку.

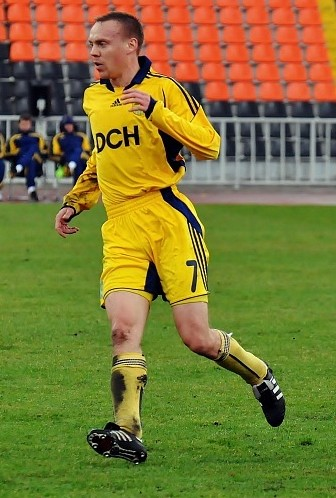
Сергій Валяєв на матчі чемпіонату проти луганської «Зорі». 8 квітня 2011 року

Влітку 2012 року, після завершення контракту, покинув харківський клуб.
У статусі вільного агента Валяєв відправився на перегляд у «Ворсклу», проте через конфлікт з керівництвом не підписав контракт і 17 липня 2012 року підписав контракт з ужгородською «Говерлою» і 21 липня дебютував за західноукраїнський клуб у матчі чемпіонату проти донецького «Шахтаря», вийшовши на заміну на 56 хвилині замість Давіда Одонкора.
Проте вже 24 липня Валяєв перейшов до київського «Арсеналу», який того сезону вперше в своїй історії стартував у єврокубках. 29 липня 2012 року дебютував за київський клуб у третьому турі чемпіонату України в матчі проти луганської «Зорі», в якому «каноніри» виграли з рахунком 3-1, а Валяєв вийшов на заміну на 70 хвилині замість Євгена Шахова.
Наприкінці серпня 2013 року перейшов до харківського «Геліоса», який виступає у Першій лізі України. Дебютував за харків'ян 31 серпня 2013 року, в матчі проти охтирського «Нафтовика-Укрнафти». У листопаді 2013 покинув харківський клуб, провівши лише вісім матчів в чемпіонаті.

### Збірна
Почав викликатись до збірної у 30-ти річному віці. Дебютував у складі збірної України 19 листопада 2008 року у товариському матчі зі збірною Норвегії, який завершився перемогою українців з рахунком 1-0, а сам Валяєв відіграв весь матч.
А вже у другому матчі за збірну, що відбувся 10 лютого 2009 року, Валяєв забив свій єдиний гол за збірну в товариському матчі зі збірною Словаччини, відкривши рахунок на десятій хвилині гри.
Останній третій раз Валяєв у збірній зіграв проти збірної Англії на стадіоні «Вемблі» 1 квітня 2009 року в рамках матчу кваліфікації на ЧС-2010. Валяєв вийшов у стартовому складі одним з трьох опорних півзахисників і був замінений на 61 хвилині на атакувального півзахисника Сергія Назаренка, так як збірна України на той момент програвала з рахунком 0-1.
У 2010 році вирішив припинити брати участь у матчах збірної в зв'язку зі станом здоров'я.

### Тренерська кар'єра
5 лютого 2016 року стало відомо, що Валяєв працює головним тренером клубу «Нікополь-НПГУ», але вже влітку того ж року залишив команду.
Восени 2016 року очолив молодіжну команду ФК «Металіст 1925» — «Металіст Юніор». Разом з цією командою у 2018 році виграв Зимовий Чемпіонат Харківської області.
8 травня 2018 року призначений на посаду головного тренера «Металіста 1925». Команда на той момент була в кризі, але новий тренер зміг мобілізувати колектив та вивів «Металіст 1925» до Першої ліги, завоював бронзові медалі Другої ліги України. 11 вересня того ж року був відсторонений від виконання обов'язків головного тренера харківського клубу.
1 жовтня 2020 року став головним тренером херсонського «Кристалу». 21 листопада того ж року клуб і тренер припинили співпрацю.

## Статистика виступів

### Статистика клубних виступів
| Сезон                | Команда                    | Чемпіонат            | Чемпіонат | Чемпіонат | Національний кубок | Національний кубок | Національний кубок | Континентальні кубки | Континентальні кубки | Континентальні кубки | Інші змагання | Інші змагання | Інші змагання | Усього | Усього |
| Сезон                | Команда                    | Ліга                 | Ігор      | Голів     | Ліга               | Ігор               | Голів              | Ліга                 | Ігор                 | Голів                | Ліга          | Ігор          | Голів         | Ігор   | Голів  |
| -------------------- | -------------------------- | -------------------- | --------- | --------- | ------------------ | ------------------ | ------------------ | -------------------- | -------------------- | -------------------- | ------------- | ------------- | ------------- | ------ | ------ |
| 1995-96              | «Шахтар» (Макіївка)        | 1Л                   | 1         | 0         | КУ                 | 0                  | 0                  | —                    | —                    | —                    | —             | —             | —             | 1      | 0      |
| 1996-97              | «Шахтар» (Макіївка)        | 1Л                   | 0         | 0         | КУ                 | 0                  | 0                  | —                    | —                    | —                    | —             | —             | —             | 0      | 0      |
| 1997-98              | «Дніпро» (Дніпропетровськ) | ВЛ                   | 3         | 0         | КУ                 | 0                  | 0                  | —                    | —                    | —                    | —             | —             | —             | 3      | 0      |
| 1997-98              | «Дніпро-2»                 | 2Л                   | 26        | 6         | КУ                 | 1                  | 0                  | —                    | —                    | —                    | —             | —             | —             | 27     | 6      |
| 1998-99              | «Дніпро» (Дніпропетровськ) | ВЛ                   | 17        | 1         | КУ                 | 2                  | 0                  | —                    | —                    | —                    | —             | —             | —             | 19     | 1      |
| 1998-99              | «Дніпро-2»                 | 2Л                   | 8         | 1         | КУ                 | —                  | —                  | —                    | —                    | —                    | —             | —             | —             | 8      | 1      |
| 1999-00              | «Дніпро» (Дніпропетровськ) | ВЛ                   | 27        | 2         | КУ                 | 2                  | 0                  | —                    | —                    | —                    | —             | —             | —             | 29     | 2      |
| 1999-00              | «Дніпро-2»                 | 2Л                   | 3         | 1         | КУ                 | —                  | —                  | —                    | —                    | —                    | —             | —             | —             | 3      | 1      |
| 2000-01              | «Дніпро» (Дніпропетровськ) | ВЛ                   | 21        | 3         | КУ                 | 3                  | 3                  | —                    | —                    | —                    | —             | —             | —             | 24     | 6      |
| 2000-01              | «Дніпро-2»                 | 1Л                   | 13        | 4         | КУ                 | —                  | —                  | —                    | —                    | —                    | —             | —             | —             | 13     | 4      |
| 2000-01              | «Дніпро-3»                 | 2Л                   | 1         | 1         | КУ                 | —                  | —                  | —                    | —                    | —                    | —             | —             | —             | 1      | 1      |
| 2001-02              | «Дніпро» (Дніпропетровськ) | ВЛ                   | 17        | 6         | КУ                 | 5                  | 1                  | КУЄФА                | 2                    | 0                    | —             | —             | —             | 24     | 7      |
| 2001-02              | «Дніпро-2»                 | 1Л                   | 4         | 4         | КУ                 | —                  | —                  | —                    | —                    | —                    | —             | —             | —             | 4      | 4      |
| 2001-02              | «Дніпро-3»                 | 2Л                   | 2         | 1         | КУ                 | —                  | —                  | —                    | —                    | —                    | —             | —             | —             | 2      | 1      |
| Усього за «Дніпро-3» | Усього за «Дніпро-3»       | Усього за «Дніпро-3» | 3         | 2         |                    | —                  | —                  |                      | —                    | —                    |               | —             | —             | 3      | 2      |
| 2002-03              | «Дніпро» (Дніпропетровськ) | ВЛ                   | 12        | 1         | КУ                 | 3                  | 0                  | —                    | —                    | —                    | —             | —             | —             | 15     | 1      |
| 2002-03              | «Дніпро-2»                 | 2Л                   | 3         | 2         | КУ                 | —                  | —                  | —                    | —                    | —                    | —             | —             | —             | 3      | 2      |
| 2003-04              | «Дніпро» (Дніпропетровськ) | ВЛ                   | 3         | 0         | КУ                 | 4                  | 0                  | —                    | —                    | —                    | —             | —             | —             | 7      | 0      |
| 2003-04              | «Дніпро-2»                 | 2Л                   | 5         | 2         | КУ                 | —                  | —                  | —                    | —                    | —                    | —             | —             | —             | 5      | 2      |
| Усього за «Дніпро-2» | Усього за «Дніпро-2»       | Усього за «Дніпро-2» | 62        | 20        |                    | 1                  | 0                  |                      | —                    | —                    |               | —             | —             | 62     | 20     |
| 2003-04              | «Кривбас»                  | ВЛ                   | 6         | 0         | КУ                 | 0                  | 0                  | —                    | —                    | —                    | —             | —             | —             | 6      | 0      |
| 2004-05              | «Дніпро» (Дніпропетровськ) | ВЛ                   | 0         | 0         | КУ                 | 0                  | 0                  | —                    | —                    | —                    | ДУБ           | 2             | 0             | 2      | 0      |
| Усього за «Дніпро»   | Усього за «Дніпро»         | Усього за «Дніпро»   | 100       | 13        |                    | 19                 | 4                  |                      | 2                    | 0                    | —             | 2             | 0             | 123    | 17     |
| 2005-06              | «Металіст»                 | ВЛ                   | 18        | 3         | КУ                 | 0                  | 0                  | —                    | —                    | —                    | ДУБ           | 1             | 1             | 19     | 4      |
| 2006-07              | «Металіст»                 | ВЛ                   | 23        | 1         | КУ                 | 5                  | 0                  | —                    | —                    | —                    | ДУБ           | 1             | 0             | 29     | 1      |
| 2007-08              | «Металіст»                 | ВЛ                   | 26        | 2         | КУ                 | 0                  | 0                  | КУЄФА                | 2                    | 0                    | —             | —             | —             | 28     | 2      |
| 2008-09              | «Металіст»                 | ПЛ                   | 26        | 2         | КУ                 | 3                  | 0                  | КУЄФА                | 9                    | 1                    | —             | —             | -             | 38     | 3      |
| 2009-10              | «Металіст»                 | ПЛ                   | 28        | 2         | КУ                 | 1                  | 0                  | ЛЄ                   | 1                    | 0                    | —             | —             | —             | 30     | 2      |
| 2010-11              | «Металіст»                 | ПЛ                   | 25        | 1         | КУ                 | 2                  | 1                  | ЛЄ                   | 9                    | 1                    | —             | —             | —             | 36     | 4      |
| 2011-12              | «Металіст»                 | ПЛ                   | 20        | 0         | КУ                 | 1                  | 0                  | ЛЄ                   | 7                    | 0                    | МОЛ           | 1             | 0             | 29     | 0      |
| Усього за «Металіст» | Усього за «Металіст»       | Усього за «Металіст» | 166       | 11        |                    | 12                 | 1                  |                      | 28                   | 2                    | —             | 3             | 1             | 209    | 14     |
| 2012-13              | «Говерла»                  | ПЛ                   | 1         | 0         | КУ                 | 0                  | 0                  | —                    | —                    | —                    | —             | —             | —             | 1      | 0      |
| 2012-13              | «Арсенал»                  | ПЛ                   | 12        | 0         | КУ                 | 0                  | 0                  | ЛЄ                   | 0                    | 0                    | —             | —             | —             | 12     | 0      |
| 2013-14              | «Геліос»                   | 1Л                   | 7         | 0         | КУ                 | 0                  | 0                  | —                    | —                    | —                    | —             | —             | —             | 7      | 0      |
| Усього за кар'єру    | Усього за кар'єру          | Усього за кар'єру    | 358       | 46        |                    | 32                 | 5                  |                      | 30                   | 2                    |               | 5             | 1             | 425    | 54     |

### Статистика виступів за збірну
| Дата       | Місто           | Господарі  | Результат | Гості    | Турнір            | Голи | Примітки |
| ---------- | --------------- | ---------- | --------- | -------- | ----------------- | ---- | -------- |
| 19/11/2008 | Дніпропетровськ | Україна    | 1 – 0     | Норвегія | товариський матч  | -    |          |
| 10/02/2009 | Лімасол         | Словаччина | 2 – 3     | Україна  | товариський матч  | 1    | 76'      |
| 1/04/2009  | Лондон          | Англія     | 2 – 1     | Україна  | Відбір до ЧС 2010 | -    | 61'      |
| Усього     |                 | Матчів     | 3         |          | Голів             | 1    |          |

## Особисте життя
Хобі — подорожі, більярд.
Одружений, дружина Софія, дочка — Дарина 2002 р.н.

## Досягнення
- Бронзовий призер чемпіонату України: 2001, 2007, 2008[23], 2009, 2010, 2011, 2012
- Переможець групи В другої ліги: 2000